# Katsuobushi

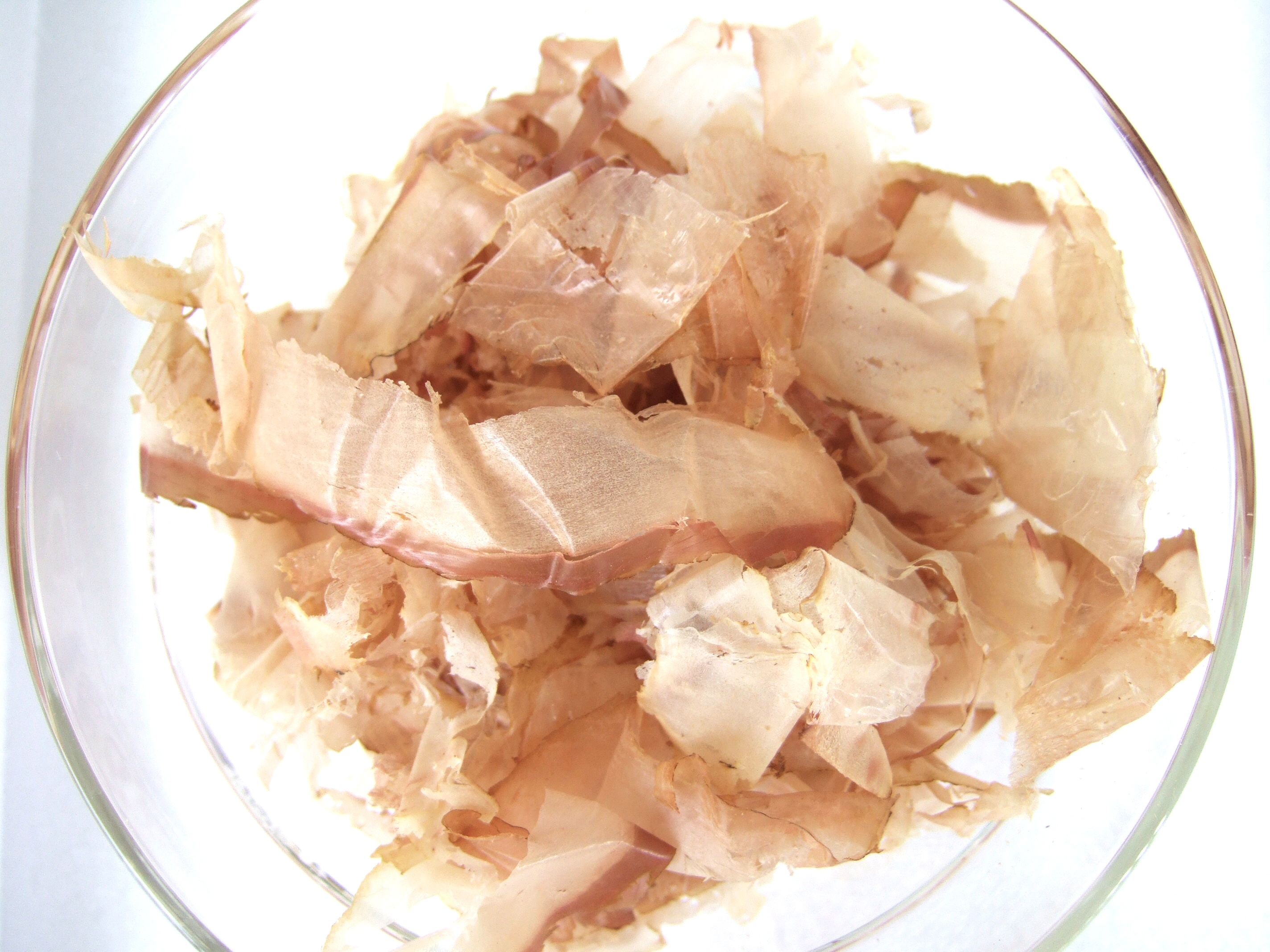
Katsuobushi từ trong một túi sản phẩm

Cá bào của Nhật được làm từ cá ngừ (tên khoa học: Katsuwonus pelamis, tên tiếng Nhật là katsuo, tiếng Anh là bonito) xông khói, muối khô.
Các lát cá ngừ bào Katsuobushi và tảo bẹ khô (kombu) là nguyên liệu chính cho nước dùng dashi, một loại nước dùng cơ bản để nấu súp miso và nhiều loại sốt như sốt soba no tsukejiru trong ẩm thực Nhật Bản.
Loại umami đặc trưng trong katsuobushi là do hàm lượng axit inosinic cao. Katsuobushi truyền thống, gọi là karebushi, thường được trồng với nấm Aspergillus glaucus để làm giảm độ ẩm.

## Cách chế biến truyền thống

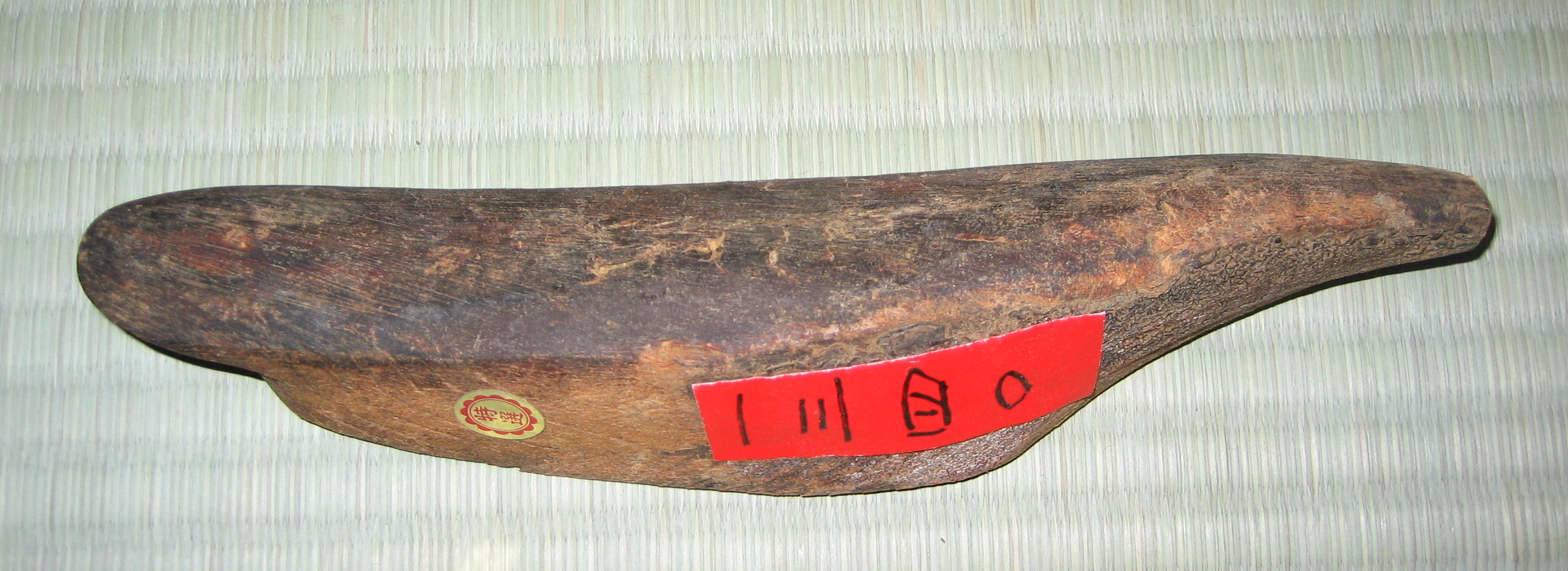
Katsuobushi được bán trong các thùng gỗ

Cá ngừ sống được rút ruột và thái lát. Phần phi-lê cá được bỏ vào xửng và để lửa sôi nhẹ trong khoảng thời gian 1 giờ. Mỡ, vảy và xương được bỏ đi.
Sau đó, phần phi-lê được xông khói bằng gỗ sồi, sồi bộp cho đến khi miếng cá trở nên khô. Các phần cháy và phần dơ bẩn bên ngoài miếng thịt sẽ được cạo bỏ đi rồi phơi miếng cá dưới ánh nắng. Tiếp theo, miếng cá sẽ được phun xịt vi nấm Aspergillus glaucus và được để trong phòng kín để lên mốc.
Trong quá trình lên mốc, mốc sẽ liên tục được cạo bỏ đi cho đến khi mốc ngừng phát triển. Cá sẽ trở nên cứng và khô như thanh gỗ. Lúc này, nó chỉ còn nặng ít hơn 20% trọng lượng ban đầu, và được gọi là karebushi (枯節) hay honkarebushi (本枯節).

## Bào

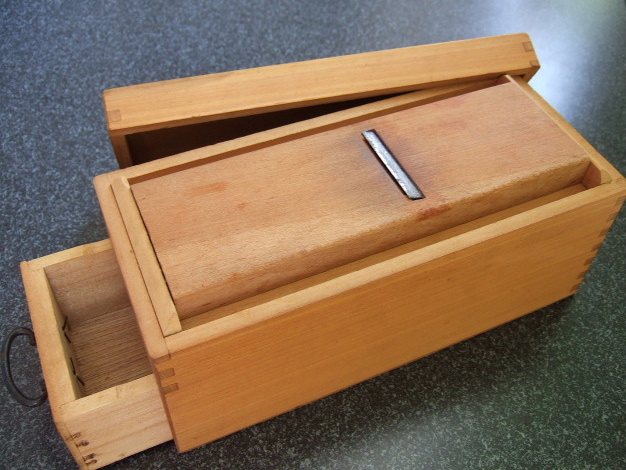
Katsuobushi kezuriki được sử dụng để chế biến cá bào Katsuobushi

Theo truyền thống, các miếng katsuobushi lớn sẽ được cất giữ, khi cần mới lấy ra bào bằng một dụng cụ gọi là katsuobushi kezuriki, tương tự như một phiến gỗ.
Ngày nay, các lát cá bào nhỏ có màu hồng nâu được đóng thành từng gói. Loại cá bào nhỏ, mỏng hơn, gọi là hanakatsuo (花鰹; はなかつお) được dùng để thêm hương vị và rắc lên bề mặt nhiều món ăn Nhật Bản. Loại cá bào lớn hơn, dày hơn, gọi là kezurikatsuo (削り鰹; けずりかつお) được dùng để làm loại nước dùng dashi phổ biến khắp nơi.

## Cách dùng
Ngoài việc được dùng để tạo nên nước dùng dashi, các cách dùng katsuobushi phổ biến là:
- Okaka (おかか), cá bào bằm miếng nhỏ rắc chút nước tương.
  - Để rắc lên cơm viên (onigiri).
  - Rắc lên cơm. Chủ yếu là cơm hộp bentō, và thường được phủ bởi một lớp rong biển (nori).
  - Loại okaka khô là nguyên liệu cho rắc lên mặt món cơm furikake (gọi là "okaka furikake").
- Là một món chấm mặn cho đậu hũ lạnh (hiyayakko, 冷奴) cùng với gừng bào và hành lá.
- Rắc cùng với mè và rong biển xắt nhỏ lên mặt tô mì lạnh soba.
- Rắc lên mặt món takoyaki và món bánh xèo Nhật Bản.
- Gia thêm hương vị cho trứng muối cùng với dầu mè và nước tương.
- Là một món ăn giàu chất đạm dành cho mèo có bán ở các cửaa hàng dành cho thú cưng.